# علم نيو جيرسي

علم ولاية نيوجرسي

اعتمد هذا العلم رسميا في ولاية نيوجرسي الأمريكية في 11 مارس من سنة 1896 .